# Nicky Arnstein
Julius Wilford « Nicky » Arnstein (1er juillet 1879 – 2 octobre 1965), né Arndstein, aussi connu sous le nom de Julius Arnold et d'autres pseudonymes, est un joueur professionnel et escroc américain d'origine juive allemande.
Il est connu pour sa relation tumultueuse avec l'actrice Fanny Brice, relation qui a fait l'objet de plusieurs adaptations au cinéma. Dans Rose de Broadway, film inspiré de celle-ci, il est joué par Tyrone Power. Dans le film Funny Girl (tiré de la comédie musicale du même nom) et sa suite, Funny Lady, il est joué par Omar Sharif.